# Gereonsmühle

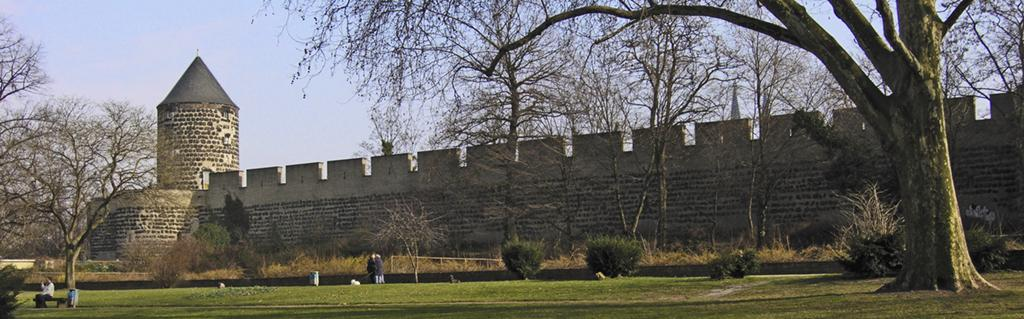
Stadtmauer am Hansaring

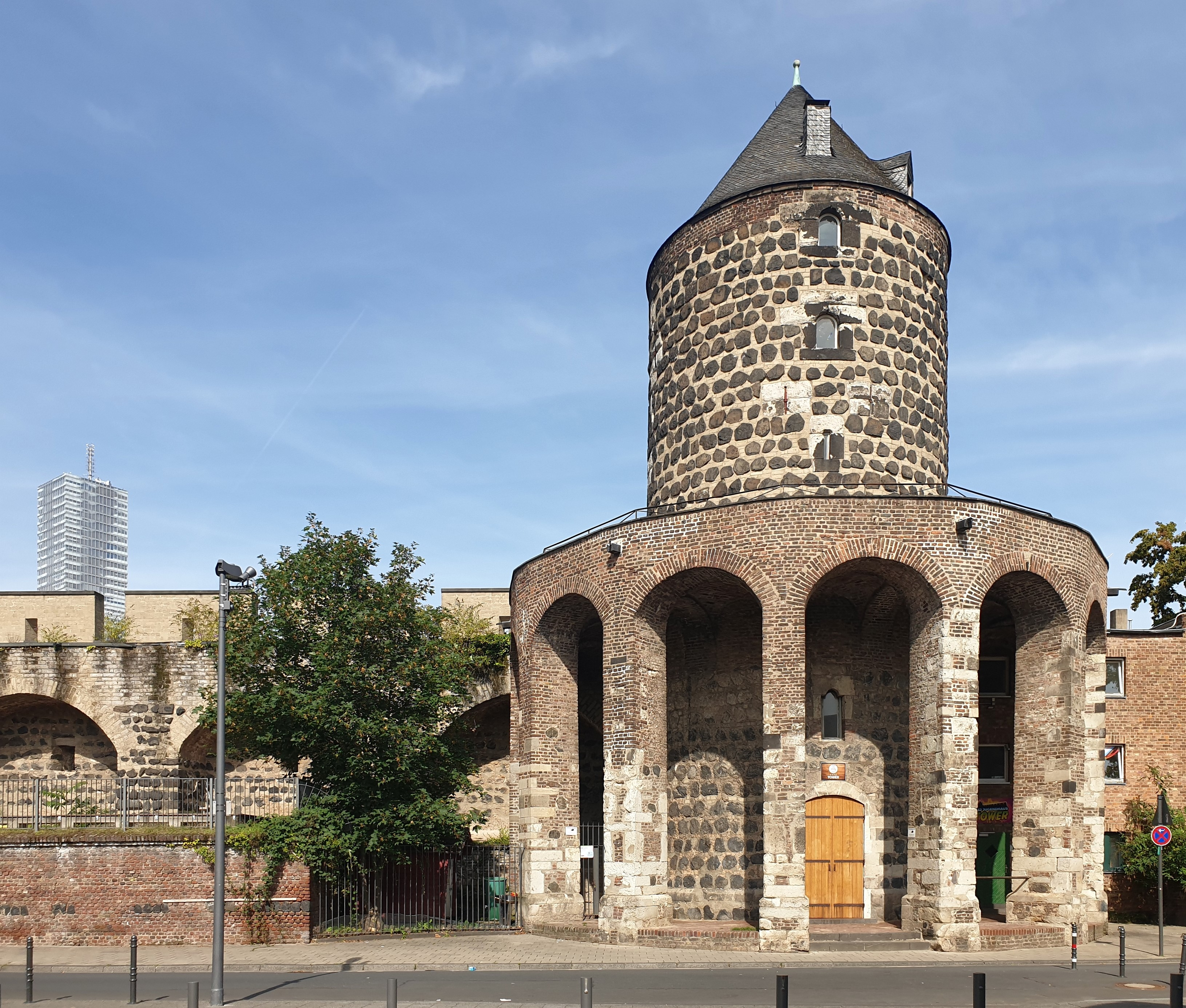
Die Gereonsmühle, Ansicht von Südosten

Die Gereonsmühle ist Bestandteil eines 113 Meter langen erhaltenen Restes der mittelalterlichen Stadtmauer von Köln und liegt zwischen Gereonswall und Hansaring westlich der Eigelsteintorburg.

## Entstehungsgeschichte
Der Gereonsmühlenturm ist seit 1446 urkundlich erwähnt. Er war einer der 52 Türme, die zusammen mit 36 Toren und Pförtchen (12 landseitig, 24 rheinseitig) der mittelalterlichen Stadtmauer ab 1180 die Stadt umgaben. Der Mühlengang wird von acht Kreuzgewölben getragen. Die Mauer enthält zwei Halbtürme, die zur Stadtseite hin offen waren und aus statischen Gründen Verstrebungen enthielten oder für verschiedenste Zwecke ausgebaut waren. Der östliche Halbturm wurde im 15. Jahrhundert zu einer Windmühle umgebaut. Die Namen „Gereons-Mühle“ und „Herrenleichnam-Mühle“ nahmen auf das nächste Stadttor (das nicht erhaltene Gereonstor) oder auf das dahinter gelegene Kloster Herrenleichnam Bezug. In gleicher Bauweise wie an der Ulrepforte wurden ein Mühlenturm („Gereonsmühlenturm“) und ein auf Bögen stehender „Mühlengang“ hinter dem Halbturm errichtet. Die mittelalterliche Mauer wurde in preußischer Zeit stadtseitig angeschüttet und gegen die Wallstraße mit einer etwa 2–3 Meter hohen Futtermauer gestützt.

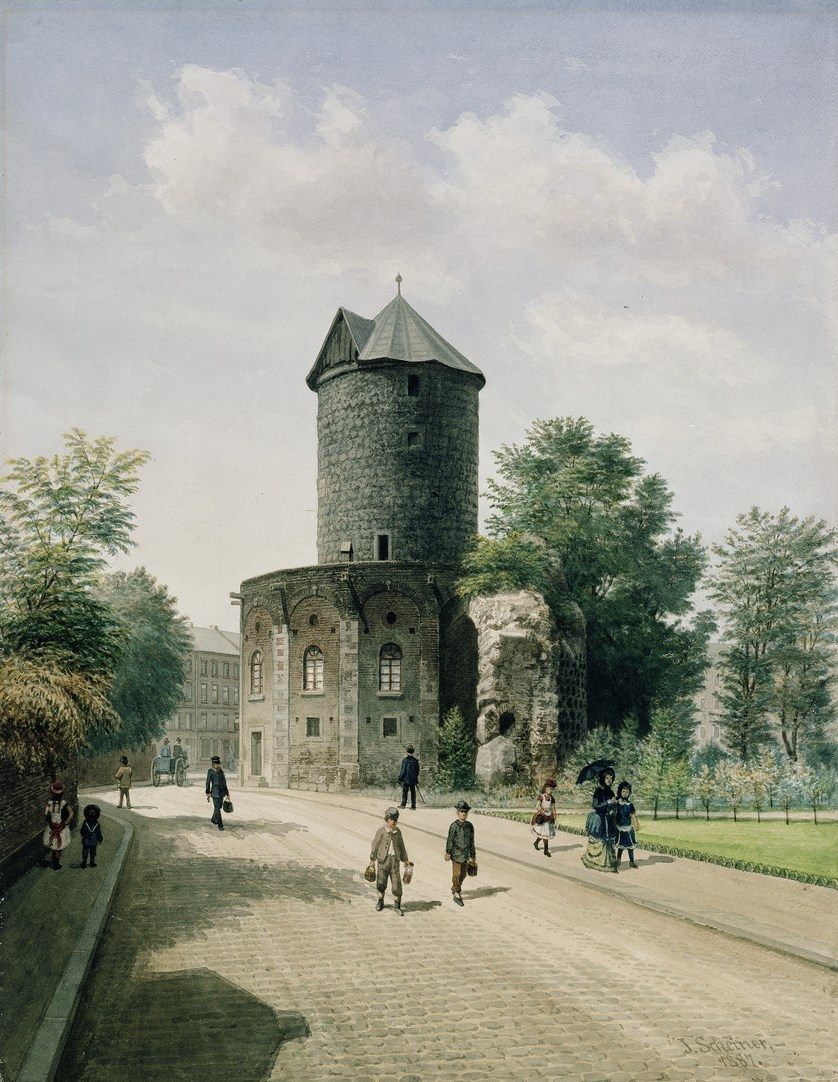
Gereonsmühle – Gemälde von Jakob Schreiner (1887)

Insgesamt baute man neben der Gereonsmühle noch zwei weitere Türme in Windmühlen um, die Kartäusermühle auf der Ulrepforte und die Pantaleonsmühle auf dem Bachtor. Der Gereonsmühlenturm musste 1558 wegen Baufälligkeit saniert werden. Eine letzte Instandsetzung des Gereonsmühlenturms fand 1808 statt. Im Jahre 1838 erwarb der aus Sürth stammende Andreas Hochkirchen die Gereonsmühle für 1.460 Taler von der Stadt. Im Frühjahr 1859 fand man in ihrer Nähe einen Jupiteraltar aus scharfkörnigem Sandstein. Der Privatbesitz verschonte die Gereonsmühle von ihrem späteren Abbruch. 1908 erwarb die Stadt die Mühle zurück. Ein Teil der Gartenanlagen bei der Gereonsmühle war nur provisorisch, der nördliche Teil davon war für das am 26. Oktober 1910 eingeweihte Museum für Kunst und Gewerbe bestimmt. Auf dem südlichen, bis auf Höhe der Stadtmauer reichenden Reservegrundstück entstand 1911–1913 die Abteilung für Christliche Kunst der Sammlung Schnütgen, aus dem das Museum Schnütgen hervorging. Architekt Franz Brantzky bezog die anstehende Stadtmauer, den Wehrgang und den Mühlenturm in den Museumsneubau mit ein. Nach den Zerstörungen des Zweiten Weltkriegs wurde der Museumskomplex am Hansaring (Hansaplatz) aufgegeben, die drei Museen erhielten über die Jahre räumlich getrennte Neubauten. Erhalten blieben an der östlichen Schmalseite der Stadtmauer architektonische Reste des Museums: eine Konsole des Sternengewölbes sowie ein Teil des Portals, das den Skulpturensaal des Museums mit der Stadtmauer verband.  Der Turm wird seit den 1950er Jahren durch die Einrichtung der Katholischen Studierenden Jugend (KSJ) genutzt und deshalb „KSJ-Tower“ genannt.

## Angrenzende Stadtmauer
Südwestlich der Gereonsmühle steht noch ein Stück der alten Stadtmauer; es endet an der Straße Am Kümpchenshof. An diesem Ende hat 1954 der Architekt Hans Schilling sein Wohnhaus nahezu vollständig versteckt in die Anschüttung an der Futtermauer eingebaut. Der Halbturm ist Teil des Wohnraums. Ein im Zweiten Weltkrieg zerstörter Vorgängerbau war mehrgeschossig auf die Anschüttung gesetzt.
Hinter der Mauer befindet sich auf dem Gelände des früheren Stadtgefängnisses Klingelpütz der Klingelpützpark.